# زيدان عطشي
زيدان عطشي (بالعبرية: זיידאן עטשי) نائب البرلمان الإسرائيلي (الكنيست) ولد في قرية عسفيا (مدينة الكرمل) على سفوح جبل الكرمل وهو ينتمي إلى الطائفة العربية الدرزيه. تعلم زيدان عطشي موضوعي اللغة العربية والعلوم السياسية في جامعة حيفا وموضوع العلوم السياسية في الجامعة العبرية. وهو حاصل على شهادة الماجستر في موضوع العلوم السياسية. ما بين 1972و 1976 عين زيدان عطشي قنصل إسرائيل في نيويورك. وهو مؤسس لجنة المتابعة الدرزية لاهتمام بالشؤون الدرزية في إسرائيل وفي الشرق الأوسط. كما انضم في عام 1977 إلى الحركة الديمقراطية للتغيير.ويعد زيدان من بين رؤساء الحزب العلماني الإسرائيلي «شينوي». أنتخب زيدان للكنيست التاسعة، والكنيست الحادية عشره.في الكنيست التاسعة عين عضو في لجنة التربية والتعليم، أما في الكنيست الحادية عشره عين عضو في لجنة الكنيست وعضو في لجنة التربية والتعليم. وبعد تركه الحلبة السياسية انشغل زيدان في تأليف الكتب في مجال التاريخ والسياسة.

## المصدر
- موقع الكنيست الإسرائيلي